# Lang Quán
Lang Quán là một xã thuộc huyện Yên Sơn, tỉnh Tuyên Quang, Việt Nam.

## Địa lý
Xã Lang Quán nằm ở trung tâm huyện Yên Sơn, có vị trí địa lý:
- Phía đông giáp thị trấn Yên Sơn
- Phía tây giáp huyện Hàm Yên và tỉnh Yên Bái
- Phía nam giáp xã Chân Sơn và tỉnh Yên Bái
- Phía bắc giáp xã Tứ Quận.

Xã có diện tích 27,24 km², dân số năm 2020 là 6.463 người, mật độ dân số đạt 237 người/km².

## Lịch sử
Ngày 27 tháng 4 năm 2021, Ủy ban Thường vụ Quốc hội ban hành Nghị quyết số 1262/NQ-UBTVQH14 (nghị quyết có hiệu lực từ ngày 1 tháng 7 năm 2021). Theo đó, điều chỉnh 0,58 km² diện tích tự nhiên và 923 người của xã Lang Quán (gồm toàn bộ thôn 1 và thôn 6) về xã Thắng Quân quản lý.
Sau khi điều chỉnh địa giới hành chính, xã Lang Quán còn lại 27,24 km² diện tích tự nhiên và 6.463 người.